# Valor (marketing)
Em marketing, o valor de um produto é a visão (ou expectativa) do consumidor quanto aos seus benefícios em relação ao que oferece.
Segundo o dicionário virtual MICHAELIS valor é "Apreciação feita pelo indivíduo da importância de um bem, com base na utilidade e limitação relativa da riqueza, e levando em conta a possibilidade de sua troca por quantidade maior ou menor de outros bens."
Segundo Kotler, o valor pode ser expresso pela equação:
{\displaystyle Valor={\frac {Benef{\acute {i}}cios}{Custos}}={\frac {Benef{\acute {i}}ciosFuncionais+Benef{\acute {i}}ciosEmocionais}{CustosMonet{\acute {a}}rios+CustosdeTempo+CustosdeEnergia+CustosPs{\acute {i}}quicos}}}
Durante a compra, o consumidor percebe o valor do produto avaliando os seguintes itens:
- os benefícios oferecidos pela empresa, na forma de produtos (bens e serviços) e
- o custo da transação (dinheiro, esforço, tempo).

A comparação destes itens gera a percepção do valor total da compra.

## Valor Percebido - Marketing
Outro conceito para valor é o valor percebido, definido como a percepção do cliente do custo-benefício de um produto, serviço ou organizações, sendo uma preocupação relevante entre o relacionamento dos mesmos, influenciando as estratégias de preços e serviços nos quais serão repassados aos clientes.
Sob a ótica da Gestão pelo Valor. Este assenta na relação entre a satisfação de necessidades diferentes (dos diferentes clientes) e os recursos utilizados para esse fim (o preço pago somado do esforço do cliente para obtê-lo).
Quanto menores os recursos utilizados (preço) e quanto maior a satisfação das necessidades, maior é o Valor.
Todas as partes interessadas podem ter diferentes pontos de vista quanto ao significado do Valor. Através da Gestão pelo Valor pretende-se conciliar esses pontos de vista e habilitar uma organização a progredir o máximo em direção aos objetivos fixados, com o mínimo de recursos.
Nessa ótica, o Valor corresponde à relação entre a contribuição da Função para a satisfação da Necessidade e o Custo da função. O problema é que valor, conforme Scharf, é de difícil conceituação, pois tem significados diferentes de acordo com quem tem contato com ele. Mas, continua o autor, uma vez a empresa tendo definido o seu conceito de valor, baseado naquilo que seu segmento de atuação percebe como relevante, pode planejar um processo lógico para a criação de valor.
A expressão abstrata das funções (distintas das necessidades ou das soluções para satisfaze-las) é necessária para promover a criatividade e, assim, possibilitar uma maior liberdade para explorar soluções inovadoras.
As melhorias no valor surgem da consideração de processos alternativos para satisfazer a funcionalidade exigida.

## Crítica fundamental ao Valor
Para a Filosofia, valor, no sentido lato da palavra, é aquilo que se troca, de forma que valor é a síntese do objeto. No entanto, reconhece que ainda não está esclarecido como se dá a formação do valor por um ser vivo, já que o homem pode ser visto como um sistema de atrações e repulsões.
A Filosofia entende que o valor é uma relação entre sujeito e objeto, portanto complexo, sendo que se chega ao conceito de valor como um sintagma , do qual fazem parte três paradigmas: o linguístico, o antropológico e o tímico-tensivo. Esses três paradigmas obedecem a uma sintaxe de combinação e assim compõem o valor.
Portanto, como a abordagem filosófica descreve o valor como nem totalmente subjetivo, nem totalmente objetivo, mas como um processo onde o sujeito e o objeto interagem considerando as necessidades, desejos, paixões e interesses, não se pode dizer que o valor, no seu sentido lato, não é passível de ser quantificado, pois valor é um conceito relativo de algo, resultante de um processo que considera as valências pessoais do sujeito e do objeto, num dado contexto social em relação a uma certa carência.
Isto posto, não é plausível aceitar a utilização do termo valor desacompanhado de outros termos que lhe complementem o significado. Se valor no seu sentido lato não é quantificável objetivamente, pois resulta de uma formulação mental do indivíduo, cujos ingredientes nem ele mesmo conhece perfeitamente, chamar valor o quociente de duas grandezas é um equívoco.

## Relação com os Negócios de uma Organização
O mundo é um lugar dinâmico, e o ritmo de mudança aumenta constantemente, por isso é essencial que os negócios possuam uma elevada sensibilidade ambiental para detectar novas oportunidades e ameaças. As empresas devem estar verdadeiramente orientadas para o marketing e preparadas para se adaptar de forma a irem ao encontro das novas necessidades. A importância de um gestão de marketing para as organizações é bastante relevante, pois visam atender as suas com excelência as necessidades do ambiente em que está inserida.
Em relação aos procedimentos metodológicos, os resultados de uma boa gestão do plano de marketing sendo bem elaborado, pode gerar que as atividades de marketing sejam fundamentais para as organizações que possuem gestão a longo prazo.
O marketing é uma atividade essencial a toda organização, seja ela de pequeno porte, ou uma grande empresa. O marketing, através das pesquisas de marketing, mostra à organização tudo o que se refere a preço, satisfação do cliente, entre outros aspectos.
Para obter sucesso o processo de marketing deve estar com o produto de acordo com as necessidades do consumidor, a organização de marketing tem que ser eficiente e focar um contacto direto com o consumidor e por fim, estratégias de marketing feitas com responsabilidade viabilizando o sucesso almejado. As perspectivas dos clientes em relação a valores afeta o gerenciamento de marketing das empresas, impactando em possíveis mudanças, sabendo-se a visão de valor dos clientes há um direcionamento de estratégias de acordo com as perspectivas.
O negócio é rentável quando o valor que cria é superior ao custo do desempenho das atividades de valor. Para conquistar vantagem competitiva em relação aos concorrentes, ela precisa desempenhar estas atividades a um custo inferior ou executá-las de modo a conquistar a diferenciação e o adicional de preço (mais valor). Um dos fatores determinantes ao cliente na escolha de uma empresa quando se tem dificuldades de avaliação sobre esta, é o valor da imagem dessa empresa no mercado. Clientes que confiam em uma empresa desenvolvem um longo relacionamento e futuramente tornam-se leais, sendo a satisfação um fator relevante sobre os serviços prestados e valores percebidos pelo cliente.
O plano de marketing auxilia as organizações a ter controlo sobre as atividades que foram planejadas para o determinado período. É essencial para qualquer empresa, pois no plano estão citadas todas as atividades que serão realizadas. Assim pode-se avaliar se as atividades de marketing estão sendo realizadas com eficácia e eficiência. Durante a elaboração do Plano de Marketing deve-se seguir todas as etapas que constam no corpo do artigo, com o máximo de cuidado, pois ele é utilizado durante um longo período.
O mercado global está em constante mudança. É constante o aparecimento de novas tecnologias, que mudam o gosto dos clientes. O marketing auxilia as empresas a não perderem espaço para as concorrentes quando isso vem à ocorrer. Esse departamento está sempre observando e avaliando a preferência dos consumidores, o que pode mudar. Sendo assim a empresa sempre estará adequando-se à novas tendências do mercado. Uma empresa que não possui esse planeamento pode sofrer consequências graves, podendo ir desde a perda de consumidores, e após isso a falência.
Portanto, uma empresa que possui um planeamento em longo prazo não pode deixar de lado as atividades de marketing. O mercado oscila bastante e se a organização não possuir esse departamento sólido e bem organizado pode deixar de existir da noite para o dia.
É de se entender que a percepção das pessoas em relação aos produtos ofertados pelas organizações (valor percebido) tem uma relação direta com os esforços conjuntos feitos pelas pessoas no sentido de incluir conhecimento nos bens tangíveis ou serviços. Uma organização que contempla o valor percebido do cliente obtém vantagens competitivas no ambiente de negócios para conquistar a lealdade dos clientes.
E paradigmas mudam radicalmente com a adoção da gestão do conhecimento e, por continuidade, dos processos de valor percebido. Antigamente, quanto mais escasso o produto, maior seu valor. Na economia do conhecimento, quanto mais abundante um produto, maior o seu valor. Note-se, por exemplo, o valor percebido pelos clientes de diversas empresas atuantes na Internet que, mesmo distribuindo seus produtos gratuitamente, têm alto valor de mercado.